# Les Bandits du village
Pour plus de détails, voir Fiche technique et Distribution.
Les Bandits du village (titre original : In the Clutches of the Gang) est une comédie burlesque américaine réalisée par George Nichols, sortie le 17 janvier 1914.

## Fiche technique
- Titre : Les Bandits du village
- Titre original : In the Clutches of the Gang
- Réalisation : George Nichols
- Producteur : Mack Sennett
- Société de production : The Keystone Film Company
- Société de distribution : Mutual Film Corporation
- Pays de production :  États-Unis
- Langue : film muet avec les intertitres en anglais
- Format : Noir et blanc — 35 mm — 1,33:1 — Muet
- Genre : Comédie, Film burlesque
- Durée : 23 minutes
- Date de sortie :
  - États-Unis : 17 janvier 1914

## Distribution
- Roscoe Arbuckle : un policier
- Ford Sterling : le chef Tehiezel
- George Nichols : le détective
- Virginia Kirtley : la fille
- Al St. John : un policier
- Edgar Kennedy : un policier
- Hank Mann : un policier
- Mabel Normand : (non créditée - non confirmé)